# 온양 정씨
온양 정씨(溫陽鄭氏)는 충청남도 아산시 온양동을 본관으로 하는 한국의 성씨이다.

## 역사
온양 정씨(溫陽鄭氏)의 시조 정보천(鄭普天, 900년생)은 고려 초 호부상서(戶部尙書)를 역임하고, 금자광록대부(金紫光祿大夫)에 책록되었다고 한다. 정보천은 사로(斯盧) 진지부촌장(珍支部村長) 지백호(智伯虎)의 34세손이고, 아버지는 정사맹, 어머니는 면천 복씨(卜氏)이며, 외조부는 복지겸(卜智謙)이라고 한다.
10세 정희, 11세 정진, 12세 정득진은 조선의 벼슬을 거부하고 고려에 충절을 지켜 두문절사(杜門節死) 하였다. 12세손 정득량(鄭得良)의 손자인 정충기(鄭忠基)가 1450년(세종 32년)에 문과에 급제하였다. 정충기의 손자인 정순붕(鄭順朋)은 1504년(연산군 10) 별시문과에 급제하여 우의정에 이르렀고, 온양부원군(溫陽府院君)에 봉해졌다.
온양 정씨는 조선조에 문과 급제자 43명, 우의정 2명(정순붕·정만석), 공신 1명을 배출하였다. 정유(지중추부사), 정예남(영중추부사), 정뇌경, 정광진(대사헌), 정기안(지중추부사), 정유악(형조판서), 정민시(이조판서), 정광한(예조판서), 정창순(예조판서), 정태호(이조판서) 등 10명이 정2품에 올랐고, 정뇌경(충정), 정기안(효헌), 정민시(충헌), 정만석(숙헌) 등 4명이 시호를 받았다.

## 세계
- (2세) 정작진(찬성사), 정작정(찬성사)
- (3세) 정존구(등제 헌납공)
- (4세) 정자준(간의대부)
- (5세) 정기산(등제 찬성사)
- (6세) 정달존(등제 괴관 찬성사)
- (7세) 정응인(등제), 정응휴(감찰어사)
- (8세) 정규(태의원 승동정)
- (9세) 정요(영해백겸 도순문사) : 아들 - (1)년 (2)희(중랑장, 대사성, 두문절사)
- (10세) 정년(정산감무) : 아들 - (1)순우 (2)복항 (3)을명(중랑장) // 정진(보문각 학사, 두문절사)
- (11세) 정순우(군기소윤, 좌우위보승랑장) : 아들 - (1)득진(삼등현령, 보문각 학사, 두문절사) (2)득전(순흥부사) (3)득량
- (12세) 정득량(鄭得良; 고려 중랑장(中郞將), 조선 판선공감사(判繕工監事) 대광보국숭록대부(大匡輔國崇錄大夫)) : 아들 (1)면(冕) (2)포(袍)  (3)대(帶)

## 분파
- 정득진(12세손, 두문절사) → 三登公派
- 정득전(12세손) → 府使公派
- 정득량(12세손) → 少尹公派
  - 정포(13세손) → 高城公派
    - 정충근(14세손) → 正郎公派
      - 정예종(16세손) → 水使公派
      - 정인조(16세손) → 禁衛公派
      - 정순조(16세손) → 通政公派

    - 정충본(14세손) → 司直公派
    - 정충기(14세손) → 持平公派
      - 정수붕(16세손) → 桂香堂公派
      - 정백붕(16세손) → 叢桂堂公派
      - 정순붕(16세손)
        - 정렴(17세손) → 北窓公派
        - 정적(17세손) → 琴松堂公派
        - 정담(17세손) → 十竹軒公派

      - 정구붕(16세손) → 僉正公派

    - 정충간(14세손) → 校理公派
- 정대(13세손) → 判官公派
- 정주(11세손) → 展力公派
- 정유(17세손) → 溫溪君公派
- 정희번(18세손) → 溫城君公派
- 정희(10세손, 두문절사) → 大司成公派

## 인물
- 정득량(鄭得良, ? ~ 1412년) : 12세손. 고려 중랑장(中郞將)을 지내고, 조선 개국 후 판선공감사(判繕工監事)를 역임하고, 대광보국숭록대부(大匡輔國崇錄大夫)에 이르렀다. 묘는 경기도 이천시 백사면 조읍리. 配 貞敬夫人 晉州姜氏.
- 정수붕(鄭壽朋, 1474년 ~ 1534년) : 1494년(성종24) 사마시에 급제하여 세자익위사(世子翊衛司)를 지냈다.
- 정백붕(鄭百朋, 1478년 ~ ) : 정수붕의 동생. 1504년(연산군 10년) 문과에 급제하여 정헌대부 형조판서에 이르고 좌찬성에 증직되었다.
- 정순붕(鄭順朋, 1484년 ~ 1548년) : 연산군 10년 문과에 급제하여 공조(工曹)·병조판서(兵曹判書) 등을 거쳐 중종 때 호조판서(戶曹判書)를 역임하고, 지중추부사(知中樞府事)가 되었을 때 명종(明宗)이 즉위하자 소윤(小尹)으로서 대윤(大尹)을 제거하는 데 활약했다. 그 공으로 보익공신(保翼功臣) 1등이 되고 우찬성겸지경연사(右贊成兼知經筵事)에 승진하여 온양부원군에 봉해졌으며 이해 우의정(右議政)에 올랐다.
- 정귀붕(鄭龜朋) : 1525년 진사시에 합격하여 金化현령을 역임하고, 중직대부(中直大夫)에 올랐다.
- 정렴(鄭磏, 1506년 ~ 1549년) : 정순붕의 아들. 1537년(중종 32) 진사시에 합격하였고, 유의로서 1544년 중종의 병환에 약을 짓기 위하여 내의원제조들의 추천을 받아 입진(入診)하였다. 처방을 모아 『정북창방(鄭北窓方)』을 편찬하였다.
- 정현(鄭礥) : 1545년 을사사화 때 윤임(尹任) 일파를 제거한 공으로 위사공신(衛社功臣) 3등에 올라 사섬사직장(司贍寺直長)이 되었으며 1551년 충훈부도사(忠勳府都事)가 되고 다음해 대호군을 거쳐 성천부사(成川府使)에 이르렀다.
- 정창순(鄭昌順) : 1757년 정시문과에 을과로 급제하고, 정조 때 대사간, 대사헌(大司憲), 관찰사(觀察使) 등을 역임하고 예조판서(禮曹判書)에 이르렀다.
- 정예남(鄭禮南) : 1596년(선조 29) 상의원 주부(尙衣院主簿)를 지내고, 1608년(광해군 즉위) 어의(御醫)로서 첨지중추부사(僉知中樞府事)가 되었다. 의학에 밝아 허준(許浚) 등과 의방신서(醫方新書)의 편찬에 착수했으나 정유재란으로 중단하였다. 육가잡영에 그의 시(詩)가 전한다.
- 정뇌경(鄭雷卿, 1608년 ~ 1639년) : 정순붕의 현손. 1630년(인조 8) 별시 문과에 장원으로 급제해 좌랑, 수찬, 지평, 정언 등의 언관을 역임하였다. 병자호란 이후 소현세자(昭顯世子)를 배종하여 심양(瀋陽)에 갔다가 참형을 당해 순국하였다. 사후 의정부(議政府) 찬성(贊成)에 추증되었다. 시호는 충정(忠貞).
- 정유악(鄭維岳, 1632년 ~  ?) : 정뇌경의 아들. 1666년(현종 7) 별시문과에 병과로 급하여 좌승지(左承旨), 공조참판(工曹參判), 도승지(都承旨) 등을 역임하고, 1680년(숙종 6) 경신대출척(庚申大黜陟)에 남인(南人)으로서 극변에 안치되었다. 1689년 기사환국(己巳換局)으로 경기도 관찰사(京畿道觀察使)에 등용되었고, 이듬해 형조판서(刑曹判書)가 되었다. 1694년 갑술옥사(甲戌獄事)로 다시 진도(珍島)에 안치되었다가 1697년 전리에 방귀, 1699년 방송(放送)되었다.
- 정광한(鄭光漢, 1720년 ~ 1780년) : 1754년 증광문과에 을과로 급제하여 대사헌(大司憲)과 대사간(大司諫)을 역임하고, 정조(正祖) 때 예조 판서(禮曹判書)에 이르렀다.
- 정기안(鄭基安, 1695년 ~ 1767년)  정순붕의 6대손. 1728년(영조 4) 별시 문과에 병과로 급제하여 1766년(영조 42) 한성부 우윤·지중추부사를 지내고 기로소(耆老所)에 들어갔다.  저서로 1834년(순조 34) 아들 정만석이 편집·간행한 『만모유고(晩慕遺稿)』가 있다.
- 정창순(鄭昌順, 1727년 ~ ?)  : 1757년(영조 33) 정시문과에 을과로 급제하여 대사헌(大司憲), 관찰사(觀察使), 이조판서(吏曹判書) 등을 역임하고 판중추부사(判中樞府事)에 이르렀다.
- 정민시(鄭民始, 1745년 ~ 1800년) : 정순붕의 후손이자 창사(昌師)의 아들. 1773년(영조 49) 증광문과에 병과로 급제하여 대사성 등을 지내고, 예조·호조·이조·형조·공조·병조의 판서와 의정부좌참찬 등을 역임하였다. 정조(正祖)의 총신이며 시파(時派)의 거두였으므로 1801년(순조 1) 벽파(僻派)인 영조비 정순왕후(貞純王后)에 의해 관작이 추탈(追奪)되었으나 아들 성우(性愚)의 상소로 복관되었다. 우의정(右議政)에 추증되었다. 시호는 충헌(忠獻).
- 정만석(鄭晩錫, 1758년 ~ 1834년) : 정기안의 아들. 1783년(정조 7)문과에 급제하고, 1829년 우의정에 올랐다. 시호는 숙헌(肅獻).
- 정태호(鄭泰好, 1837년 ~ ?) : 1858년(철종 9) 정시문과에 병과로 급제하여 관찰사(觀察使) 등을 역임하고, 1890년 이조판서(吏曹判書)가 되었다.
- 정술교(鄭述敎, 1845년 ~ 1915년) : 통사랑(通仕郞)이 되고 고종 때 의금부도사(義禁府都事)를 역임했다.[2]
- 정상희(鄭商熙, 1907년 ~ 1981년) : 정보천(鄭普天) 호부상서(戶部尙書)의 직계손. 삼성전자 창업자 이병철(李秉喆)의 사돈. 일본 명문대 메이지 대학교 법학 학사를 취득하였다. 삼성전자 초대 대표이사장과 군사정부 때 제4·5대 국회의원을 역임했다. 일본 황실로부터 서옥대수장(書屋大綬章)을 서훈하였다.
- 정재은(鄭在恩) : 정상희(鄭商熙)의 차남. 미국 아이비리그 컬럼비아 대학교 대학원 산업공학 석사를 취득하였다. 범삼성가로 불리는 족벌의 후손이며 신세계 명예회장을 지냈다.
- 정용진(鄭溶鎭) : 정재은(鄭溶鎭)의 장남. 미국 아이비리그 브라운 대학교 경제학 학사를 취득하였다. 범삼성가로 불리는 족벌의 후손이며 신세계 회장을 지냈다.

## 집성촌
- 충청남도 아산시 인주면 문방리
- 충청남도 천안시 광덕면 대덕리
- 충청남도 태안군 소원면 모항리
- 충청북도 충주시 가금면 장천리
- 황해도 연백군 도촌면 오산리
- 함경남도 갑산군

## 항렬자
- 대동항렬(시조로 1세)

| 29세     | 30세   | 31세     | 32세   | 33세     | 34세   | 35세     | 36세   | 37세     | 38세   | 39세     | 40세   | 41세     | 42세   | 43세     |
| -------- | ------ | -------- | ------ | -------- | ------ | -------- | ------ | -------- | ------ | -------- | ------ | -------- | ------ | -------- |
| 口영(永) | 낙(樂) | 口희(熙) | 재(在) | 口진(鎭) | 해(海) | 口식(植) | 형(熒) | 口균(均) | 종(鍾) | 口순(淳) | 동(東) | 口섭(燮) | 기(基) | 口현(鉉) |

## 인구
- 1985년 5,689가구 24,134명
- 2000년 7,599가구 24,897명
- 2015년 29,761명

## 비교
- 조선시대 鄭氏 상신 및 문과 급제자

| 순위 | 본관                | 상신 | 대제학 | 문과 급제자 |
| ---- | ------------------- | ---- | ------ | ----------- |
| 1    | 동래 정씨(東萊鄭氏) | 17명 | 2명    | 198명       |
| 2    | 연일 정씨(延日鄭氏) | 5명  | 3명    | 119명       |
| 3    | 온양 정씨(溫陽鄭氏) | 2명  | 0      | 43명        |
| 4    | 청주 정씨(淸州鄭氏) | 2명  | 0      | 20명        |
| 5    | 봉화 정씨(奉化鄭氏) | 2명  | 0      | 8명         |
| 6    | 진주 정씨(晉州鄭氏) | 1명  | 1명    | 59명        |
| 7    | 하동 정씨(河東鄭氏) | 1명  | 1명    | 65명        |
| 8    | 초계 정씨(草溪鄭氏) | 0    | 0      | 60명        |